# Артем (місто)

Арте́м (Артем, рос. Артём) — місто крайового підпорядкування в Приморському краї Росії, розташоване на Великій Сибірській магістралі, залізнична станція (Озерні Ключі).
102 451 жителів (2013).

## Промисловість
Центр вугільної промисловості краю.
Електростанція Артемдрес імені Кірова, заводи будівельних матеріалів (цегельні, бетонних конструкцій та ін.).

## Освіта та охрона здоров'я
Будівельний та індустріальний технікуми, медичне училище.

## Відомі особистості
В поселенні народилась:
- Шилова Юлія Віталіївна (1915—1998) — російська письменниця.